# Elecciones presidenciales de Colombia de 1946
En 1946 se desarrollaron las elecciones de Presidente de Colombia para el período 1946-1950. El triunfo de Mariano Ospina Pérez desencadenó la salida del liberalismo del poder y fue determinante en el recrudecimiento de la violencia bipartidista.

## Contexto histórico

### División liberal
Para las elecciones de 1946 el gobernante Partido Liberal se encontraba pajeando entre la facción moderada que lideraba el expresidente Eduardo Santos Montejo y la facción socialista .
Jorge Eliécer Gaitán preparó su campaña a la presidencia desde mayo de 1945, acudiendo a las bases del liberalismo. Resumiendo lo que sería su programa de gobierno, el 20 de abril de 1946, Gaitán pronunció uno de sus discursos más célebres, donde estableció la diferencia entre lo que él llamó el “país político” y el “país nacional”. De acuerdo con su planteamiento, 

En Colombia hay dos países: el país político que piensa en sus empleos, en su mecánica y en su poder, y el país nacional que piensa en su trabajo, en su salud, en su cultura, desatendidos por el país político. El país político tiene metas diferentes a las del país nacional. ¡Tremendo drama en la historia de un pueblo!

### Candidatura conservadora
El Partido conservador no había presentado candidato propio en las tres últimas elecciones, debido a que, ante las grandes mayorías liberales, preferían dar por descontada la derrota. Sin embargo, la férrea oposición al gobierno de Alfonso López Pumarejo les permitió ascender posiciones en una república liberal en crisis luego de la renuncia de López en 1945 y la presentación de campañas presidenciales divididas.
Los conservadores evaluaron la posibilidad de postular a su líder, Laureano Gómez, pero su radicalismo hacía pensar que, de ser él el candidato conservador, los liberales se unirían para evitar su triunfo. Entonces, a propuesta del propio Gómez, fue postulado el dirigente antioqueño Mariano Ospina Pérez, prácticamente el número dos del partido. Su campaña recibió el nombre de “Unión Nacional”.

## Candidatos
La siguiente es la lista de candidatos inscritos (por orden alfabético).
| Candidato | Candidato | Candidato                                                                      | Formación          | Cargos públicos |
| --------- | --------- | ------------------------------------------------------------------------------ | ------------------ | --- |
|           |           | Mariano Ospina Pérez 54 años                                                   | Ingeniero de minas | - Senador de la República de Colombia (1922-1926) - Ministro de Obras Públicas de Colombia (1926-1927) - Director general de la Federación Nacional de Cafeteros de Colombia (1930-1934) |
|           |           | Gabriel Turbay 45 años                                                         | Médico             | - Ministro De Gobierno (1933-1934) - Ministro de Relaciones Exteriores (1937-1938) |
|           |           | Jorge Eliécer Gaitán 43 años Disidencia liberal Lema: Con Gaitán a la victoria | Abogado            | - Miembro de la Cámara de Representantes de Colombia por Cundinamarca (1929-1931) - Presidente de la Cámara de Representantes de Colombia (1931-1932) - Alcalde de Bogotá (1936-1937) - Rector de Universidad Libre de Colombia (1937-1939) - Ministro de Educación de Colombia (1940-1941) - Ministro de Trabajo, Higiene y Previsión Social de Colombia (1942-1943) |

## Resultados
Los comicios efectuados el 5 de mayo dieron los siguientes resultados: Gaitán 3 lugar 
| Candidato a presidente     | Partido o movimiento   | Votos     |
| -------------------------- | ---------------------- | --------- |
| Mariano Ospina Pérez       | Conservador            | 565 939   |
| Gabriel Turbay Abunader    | Liberal                | 441 199   |
| Jorge Eliécer Gaitán Ayala | Disidencia liberal     | 358 957   |
| Total de votos válidos     | Total de votos válidos | 1 366 095 |
| Votos anulados             | Votos anulados         | 177       |
| Total de votantes          | Total de votantes      | 1 366 272 |

1. ↑  También recibió el apoyo del Partido Socialista Democrático, denominación en ese momento del Partido Comunista.

El triunfo de Ospina significó el fin de 16 años de gobiernos liberales, en medio de un ambiente de tensión entre los partidos tradicionales. Gaitán, a pesar de que ocupó el tercer lugar, consiguió popularidad suficiente como para controlar las bases del partido liberal y convertirse en el jefe del mismo en 1947; lo cual se verificó en las elecciones parlamentarias de ese año, en las que un liberalismo dominado por el movimiento gaitanista obtuvo la mayoría de escaños.